# 구례 손씨
구례 손씨(求禮孫氏)는 전라남도 구례군을 본관으로 하는 한국의 성씨이다.

## 역사
구례 손씨(求禮 孫氏)의 시조 손순흥(孫順興, 928년 ~ 994년)은 후백제의 무장인 손돈(孫惇)의 아들로 전라도 구례현(求禮縣)에서 태어났다. 초명은 손정택(孫正澤)이다. 손순흥은 어머니가 병들어 죽자 초상화를 그려놓고 제사를 받들며 사흘에 한 번씩 무덤을 찾아가 음식을 올리길 살아있을 때와 같이 봉양하였다. 990년(성종 9) 나라에서는 정문(旌門)을 마을에 세워 주고 요역(徭役)을 면제하며, 관직과 품계를 내려 효도를 선양(宣揚)하도록 장려하였다. 또한 곡식 100석과 은그릇 2벌, 채색 비단 및 베 68필을 하사하였다. 손순흥 정려는 전라남도 구례군 구례읍 봉북리 258번지에 있다.

## 본관
구례(求禮)는 전라남도 구례군 일대의 지명이다. 백제의 구지차현(仇知次縣) 또는 구차례현(求次禮縣)이었으나, 신라 통일 후 757년(경덕왕 16)에 구례현(求禮縣)으로 고쳐지고 곡성군에 속하였다. 1018년(고려 현종 9)에는 남원부(南原府)의 관할이었고, 1143년(인종 21)에 독립하여 감무(監務)가 파견되었다. 1413년(태종 13) 구례현으로 승격하였고 현감이 파견되었다. 별호는 봉성(鳳城)이다. 1499년(연산군 5)에 부곡(部曲)으로 강등되었다가 1507년(중종 2)에 다시 현으로 환원되었다. 1895년 23부제 실시로 남원군 구례군이 되었다가 1896년 전라남도 구례군이 되었다.

## 과거 급제자
구례 손씨는 조선시대 문과 급제자 4명, 무과 급제자 8명, 사마시 합격자 7명을 배출하였다.
문과
손우(孫愚) 손원로(孫元老) 손유(孫愈) 손지(孫志)  
무과
손계건(孫繼建) 손구두쇠(孫仇加金) 손상민(孫尙敏) 손승일(孫承一) 손언보(孫彦夫) 
손응백(孫應伯) 손의승(孫義承) 손정립(孫廷立)   
생원시
손각(孫慤) 손무(孫懋) 손우(孫愚) 손원로(孫元老) 손적도(孫迪道) 
진사시
손백증(孫百曾) 손원로(孫元老) 

## 인구
- 1985년 254가구 1,042명
- 2000년 472가구 1,526명
- 2015년 1,839명

## 문화재
- 청원 구례손씨묘 출토유물(淸原求禮孫氏墓出土遺物) - 중요민속자료 제116호